# Еро Салмелайнен
Е́ро Са́лмела́йнен (також Ее́ро фін. Eero Salmelainen; справжнє ім'я Е́рік Ру́дбек / Erik Rudbeck; *17 квітня 1830, Ійсалмі, Велике князівство Фінляндське, Російська імперія, тепер Фінляндія — 29 червня 1867, Куопіо, там же) — фінський фольклорист, письменник, журналіст і перекладач.

## З життєпису
Батьками Еріка Рудбека були Андерс Рудбек (Anders Rudbäck; пом. 1835), писар парафії Ійсалмі, та Марія Софія Кронс (Maria Sofia Crohns). 
Він відвідував старшу початкову школу Куопіо в 1840-1846 роках, а потім середню школу Куопіо, яку закінчив у 1849 році. 
Після смерті російського імператора Миколи I Рудбек виголосив промову на похоронах, яка стала історичною, власне першою фінською мовою в стінах Гельсінського університету (згодом її було надруковано). 
Е. Рудбек отримав ступінь бакалавра філософії в 1856 році і ступінь магістра в 1857 році. 
Ще за студенства, у 1850 році, він здійснив подорож разом з приятелем Альбіном Ротманом задля збирання фінської народної поезії, і тоді ж захопився збиранням і дослідженням фінських народних казок.
Коли дисертація Рудбека «Про фінську народну поезію у зв'язній оповідній формі» (швед. Om Finnarnes Folkdikt i obunden berättande form, 1857), яка розглядала наративну форму фінської народної поезії, була відхилена через проблеми з форматом, він виїхав з Гельсінок до Куопіо, де працював учителем у міських середній та жіночій гімназіях, разом з тим продовжуючи редагувати свої збірки народних казок. 
Останні роки життя Рудбек страждав від алкогольної залежності.
Монумент на честь Еро Салмелайнена під назвою Köyhän nauris був встановлений в селі Кірма, передсілку Ійсалмі. Могила фольклориста розташована на старому кладовищі Куопіо.

## З доробку
Еро Салмелайнен відомий і першу чергу як записувач і упорядник фінських і карельських народних казок, що стали золотим фондом фіно-угорської традиції. 
Magnum opus автора по праву вважається публікована протягом 1852-66 років праця «Казки та легенди фінського народу» (швед. Suomen kansa satuja ja tarinita; нове ілюстроване та виправлене видання 1920), і інтерес до цього фундаментального зібрання є незгасним.